# Sutherlin
Sutherlin és una població dels Estats Units a l'estat d'Oregon. Segons el cens del 2000 tenia 6.669 habitants.

## Demografia
Segons el cens del 2000, Sutherlin tenia 6.669 habitants, 2.713 habitatges, i 1.909 famílies. La densitat de població era de 495,2 habitants per km².
Dels 2.713 habitatges en un 30% hi vivien nens de menys de 18 anys, en un 56,7% hi vivien parelles casades, en un 9,8% dones solteres, i en un 29,6% no eren unitats familiars. En el 24,5% dels habitatges hi vivien persones soles el 14,5% de les quals corresponia a persones de 65 anys o més que vivien soles. El nombre mitjà de persones vivint en cada habitatge era de 2,46 i el nombre mitjà de persones que vivien en cada família era de 2,88.
Per edats la població es repartia de la següent manera: un 25% tenia menys de 18 anys, un 6,7% entre 18 i 24, un 24,9% entre 25 i 44, un 22% de 45 a 60 i un 21,3% 65 anys o més.
L'edat mediana era de 40 anys. Per cada 100 dones de 18 o més anys hi havia 86,9 homes.
La renda mediana per habitatge era de 29.068$ i la renda mediana per família de 34.414$. Els homes tenien una renda mediana de 32.047$ mentre que les dones 20.911$. La renda per capita de la població era de 13.439$. Aproximadament el 12,4% de les famílies i el 14,9% de la població estaven per davall del llindar de pobresa.

## Poblacions més properes
El següent diagrama mostra les poblacions més properes.